# Joseph Marie Vũ Duy Nhất
Joseph Marie Vũ Duy Nhất (Sa Châu, 15 novembre 1911 – Bùi Chu, 11 dicembre 1999) è stato un vescovo cattolico vietnamita.

## Biografia
Joseph Marie Vũ Duy Nhất nacque il 15 novembre 1911 a Sa Châu, località oggi facente parte del comune di Giao Châu nel distretto Giao Thủy della provincia di Nam Dinh. 
Dopo aver completato gli studi presso i seminari della diocesi di Bùi Chu, svolse il ruolo di insegnante presso il seminario e prestò servizio volontario presso le parrocchie locali. Nel 1957 entrò in servizio presso il vescovado e lavorò presso il seminario Mẫu Tâm, proseguendo quindi con gli studi di teologia.
Fu ordinato presbitero il 27 novembre 1960 dal vescovo Joseph Marie Phạm Năng Tĩnh, venendo successivamente nominato parroco della parrocchia di Đồng Nghĩa nel 1972 fino al 1976 quando venne nominato vicario generale della diocesi.
Il 4 luglio 1979 papa Giovanni Paolo II lo nominò vescovo coadiutore di Bùi Chu. Ricevette l'ordinazione episcopale l'8 agosto 1979 per l'imposizione delle mani del cardinale Joseph-Marie Trịnh Văn Căn.
Succedette alla medesima sede il 12 marzo 1987, giorno della morte del suo predecessore. 
Durante il suo episcopato riformò la struttura organizzativa della diocesi, istituì corsi per studiare e apprendere la dottrina cattolica e sostenne la ricostruzione delle associazioni cattoliche nella diocesi. Diede nuovo impulso alla formazione dei sacerdoti, inviando numerosi seminaristi a studiare presso il seminario San Giuseppe di Hanoi e presso il seminario interdiocesano Ðức Ái di Saigon con l'approvazione della Santa Sede. Dopo la divisione del Vietnam, il governo del nord mantenne un ferreo limite alle ordinazioni presbiteriali e infatti nella diocesi di Bùi Chu non furono celebrate ufficialmente nuove ordinazioni dal 1963 al 3 ottobre 1997, quando monsignor Vũ poté ordinare i primi 6 nuovi sacerdoti per la diocesi. Nel 1999 ordinò in segreto altri 20 nuovi sacerdoti.
Resse la diocesi per tredici anni, morendo l'11 dicembre 1999 a Bùi Chu all'età di 88 anni.

## Genealogia episcopale
La genealogia episcopale è:
- Cardinale Scipione Rebiba
- Cardinale Giulio Antonio Santori
- Cardinale Girolamo Bernerio, O.P.
- Vescovo Claudio Rangoni
- Arcivescovo Wawrzyniec Gembicki
- Arcivescovo Jan Wężyk
- Vescovo Piotr Gembicki
- Vescovo Jan Gembicki
- Vescovo Bonawentura Madaliński
- Vescovo Jan Małachowski
- Arcivescovo Stanisław Szembek
- Vescovo Felicjan Konstanty Szaniawski
- Vescovo Andrzej Stanisław Załuski
- Arcivescovo Adam Ignacy Komorowski
- Arcivescovo Władysław Aleksander Łubieński
- Vescovo Andrzej Stanisław Młodziejowski
- Arcivescovo Kasper Kazimierz Cieciszowski
- Vescovo Franciszek Borgiasz Mackiewicz
- Vescovo Michał Piwnicki
- Arcivescovo Ignacy Ludwik Pawłowski
- Arcivescovo Kazimierz Roch Dmochowski
- Arcivescovo Wacław Żyliński
- Vescovo Aleksander Kazimierz Bereśniewicz
- Arcivescovo Szymon Marcin Kozłowski
- Vescovo Mečislovas Leonardas Paliulionis
- Arcivescovo Bolesław Hieronim Kłopotowski
- Arcivescovo Jerzy Józef Elizeusz Szembek
- Vescovo Stanisław Kazimierz Zdzitowiecki
- Cardinale Aleksander Kakowski
- Papa Pio XI
- Vescovo Jean-Baptiste Nguyễn Bá Tòng
- Vescovo Thaddée Anselme Lê Hữu Từ, O.Cist.
- Cardinale Joseph Marie Trịnh Như Khuê
- Cardinale Joseph-Marie Trịnh Văn Căn
- Vescovo Joseph Marie Vũ Duy Nhất